# Служители в Хогуортс
Следните измислени герои са служители или обитатели в Училището за магия и вълшебство „Хогуортс“ в романите Хари Потър, написани от Дж. К. Роулинг.

## Служители
| Герои                   | Предмет/Длъжност                                | Описание |
| ----------------------- | ----------------------------------------------- | --- |
| Албус Дъмбълдор         | Трансфигурация Заместник-директор Директор      | Директор е на „Хогуортс“ от няколко десетилетия преди създаването на Ордена на феникса. Награждаван е с много титли, повечето от които са отнети от министъра на магията Корнелиус Фъдж, след като обвинява Дъмбълдор в заговор за окупация на Министерството. |
| Аластор „Лудоокия“ Муди | Учител по Защита срещу Черните изкуства         | Муди е назначен за учител по Защита срещу Черните изкуства в Хари Потър и Огненият бокал (четвъртата година на Хари в „Хогуортс“). Бивш аврор, той получава прякора си заради магическото око, което носи, за да замени онова, което е загубил по време на служба. В края на книгата Муди е разкрит като измамник, Бартемиус Крауч-младши, който е заловил истинския Муди един ден преди началото на срока като част от план за предаване на Хари на Волдемор, за да помогне за възраждането му. Муди се появява отново в поредицата като активен член на Ордена на феникса, но никога не преподава. Той е убит в Даровете на смъртта. |
| Алекто и Амик Кароу     | Мъгълознание Заместник-директори Черни изкуства | Брат и сестра смъртожадни, назначени като заместник-директори в „Хогуортс“, за да запазят контрола над училището, да поддържат царството на страха и да поемат отговорността за наказанието при режима на Сивиръс Снейп като директор в Хари Потър и Даровете на смъртта. Алекто Кароу преподава мъгълознание, сега задължителен курс. Въпреки това, вместо да насърчава разбирането на мъгълите, тя преподава идеологии, че мъгълите не са по-добри от животните. Амик Кароу преподава Черни изкуства, като учи учениците на Непростимите проклятия и открито ги насърчава да ги упражняват върху съучениците си. В Хари Потър и Даровете на смъртта Алекто Кароу е зашеметена от Луна Лъвгуд в общата стая на „Рейвънклоу“. След това Хари Потър използва проклятието Круциатус върху Амик Кароу, след като той заплюва в лицето Макгонагъл. |
| Аргус Филч              | Пазач                                           | Безмощен, пазач на „Хогуортс“. Той притежава котка на име Госпожа Норис, която изглежда притежава определени магически способности. Той мрази всички ученици и е огорчен, че не притежава магически способности. |
| Аурора Синистра         | Астрономия                                      | Учителят по астрономия. Синистра помага на професор Флитуик да премести вкаменения Джъстин Финч-Флечли в болничното крило в Стаята на тайните и се споменава спорадично в цялата поредица. |
| Батшида Баблинг         | Древни руни                                     | Преподавател по Древни руни поне за времето, в което Хърмаяни Грейнджър изучава предмета. Професор Баблинг не се появява в нито един от филмите. |
| Чарити Бърбидж          | Мъгълознание                                    | Учителят по мъгълознание преди седмата година на Хари; тя не се появява до Даровете на смъртта, тъй като Хари няма нужда да изучава дисциплината. Тъй като нейните учения за мъгълите създадоха цялостно благоприятно впечатление за тях, стигайки толкова далеч, че написва редакционна статия, възхваляваща мъгълите в Пророчески вести. Тя се сблъсква със смъртожадните, чиято философия утвърждава върховенството на чистокръвните. Тя става затворник на Лорд Волдемор в седмата книга; той я измъчва и убива преди да нахрани Наджини с нея. Персонажът се появява за кратко във филма Даровете на Смъртта – част 1. |
| Кътбърт Бинс            | История на магията                              | Учителят по история на магията в цялата серия, Кътбърт Бинс се отличава с това, че е единственият учител в „Хогуортс“, който е призрак. Говори се, че един ден той подремнал на стола в учителската стая и умрял в съня си поради пожар. По-късно той просто става, за да отиде да преподава в следващия си клас и „оставя тялото си“. Неговите уроци са изключително скучни и се споменава, че най-вълнуващото нещо, което някога се случва в неговия клас, е неговото „влизане през черната дъска“. Като призрак, той изглежда не осъзнава промяната си от жив в мъртъв. Във втората книга той е този, който описва легендата за Стаята на тайните, когато е попитан от учениците, но във филмовата версия това е Минерва Макгонагъл, тъй като Бинс не се появява в нито един от филмите.                                                    |
| Долорес Ъмбридж         | Защита срещу Черните изкуства Директор          | Учител по защита срещу Черните изкуства в Орденът на феникса (петата година на Хари в „Хогуортс“). Тя е назначена от Министерството на магията да отговори на слуховете относно завръщането на Волдемор, които се разпространяват от училището от предишното лято. Ъмбридж превзема контрола, ставайки първият и единствен висш инквизитор на „Хогуортс“ и за кратко директор, след като Дъмбълдор поема отговорността за Армията на Дъмбълдор. |
| Филиус Флитуик          | Вълшебство                                      | Учител по вълшебство и ръководител на дом „Рейвънклоу“. Той също така е показан като диригент на училищния хор във филмовите адаптации Затворникът от Азкабан и Орденът на феникса. |
| Фирензи                 | Пророкуване                                     | Кентавър, който преди това е живял със стадото си в Забранената гора. В Орденът на феникса, след като Сибила Трелони е уволнена от Долорес Ъмбридж, Фирензи е нает от Дъмбълдор да преподава пророкуване. Другите кентаври мислят това за непочтено и го прогонват от стадото. В Нечистокръвния принц, Трелони е върната като учител по пророкуване, но поради ситуацията на Фирензи със стадото му, Дъмбълдор им поверява да преподават едновременно дисциплината, докато Фирензи се завъръща в гората след битката за „Хогуортс“. |
| Гилдрой Локхарт         | Защита срещу Черните изкуства                   | Учител по Защита срещу Черните изкуства в Хари Потър и Стаята на тайните (втората година на Хари в „Хогуортс“). Той е обожаван от ученичките заради своя чар и популярност в света на магьосниците, но всъщност е страхливец и измамник, който е откраднал истории от други магьосници и след това е изтрил спомените им. Той губи собствената си памет, когато заклинание му оказва обратен ефект и впоследствие е хоспитализиран за дългосрочни грижи. |
| Хорас Слъгхорн          | Отвари                                          | Бивш учител на отвари и ръководител на дом „Слидерин“ в продължение на няколко десетилетия преди раждането на Хари. Слъгхорн се съгласява да се върне към тези функции в началото на Нечистокръвния принц. Той остава на работа след възхода на Волдемор, но твърдо застава на страната на персонала на Хогуортс срещу него в Даровете на Смъртта. |
| Ирма Пинс               | Библиотекар                                     | Библиотекарят на „Хогуортс“ през цялата серия. Тя е сравнена с „недохранен лешояд“ и е много собственически настроена и закрилница на библиотечните книги, като много пъти крещи на Рон и Хари. |
| Минерва Макгонагъл      | Трансфигурация Заместник-директор Директор      | Учител по Трансфигурация и ръководител на дом „Грифиндор“ по време на цялата серия. Заместник-директор по време на първите шест романа. Временна директорка, когато Дъмбълдор е уволнен в Стаята на тайните. Временна директорка след смъртта на Дъмбълдор в Нечистокръвния принц. Директор в Прокълнатото дете. |
| Помона Спраут           | Билкология                                      | Учител по билкология и ръководител на дом „Хафълпаф“ по време на цялата серия. Тя заема поста в продължение на години и след битката за „Хогуортс“, докато се пенсионира и е заменена от Невил Лонгботъм, за когото към момента на епилога се казва, че е учител по билкология. |
| Попи Помфри             | Медицинска сестра                               | Отговаря за болничното крило по време на цялата серия, като е на тази позиция от десетилетия. Веднъж е споменато, че е работила в „Свети Мънго“, преди да се прехвърли в „Хогуортс“. Тя има репутация на стриктна, но когато се сблъсква с малтретирането на учениците от страна на Долорес Ъмбридж и по-късно на смъртожадните, тя признава, че дори не е помисляла да напусне. |
| Куиринъс Куиръл         | Мъгълознание Защита срещу Черните изкуства      | Учител по Защита срещу Черните изкуства във Философският камък (първата година на Хари в „Хогуортс“). По-късно се оказва, че е обладан от Волдемор и е мъртъв в края на книгата. |
| Ремус Лупин             | Защита срещу Черните изкуства                   | Учител по Защита срещу Черните изкуства в Затворникът от Азкабан (третата година на Хари в „Хогуортс“). Той е обичан от повечето ученици (с изключение на тези от „Слидерин“), защото е най-добрият учител по Защита срещу Черните изкуства. Той подава оставка в края на същата година, след като Снейп разкрива, че е върколак. Прякорът му от Хитроумната карта е Лун. |
| Роланда Хууч            | Летене                                          | Съдия по куидич по време на цялата серия и учител по летене за първокурсници. Тя е описана като с къса, бодлива, сива коса, с пронизващи жълти очи като на ястреб, обикновено скрити зад очила. Нейният опит е предизвикан заедно с този на професор Флитуик, за да тестват метлата „Светкавицата“ на Хари за тъмна магия. |
| Рубиъс Хагрид           | Грижа за магическите същества Пазач на дивеча   | Полувеликан, пазач на дивеча и ключовете и от третата година на Хари в „Хогуортс“ учител по Грижа за магическите същества. Той има навика да представя на учениците опасни създания, които смята за безобидни. |
| Септима Вектор          | Аритмантика                                     | Учител по аритмантика по време на цялата серия, известна с това, че дава на учениците си голямо количество домашни. Тя е само спомената, тъй като аритмантиката е любимият предмет на Хърмаяни, но Хари никога не се записва за него. |
| Сивиръс Снейп           | Отвари Защита срещу Черните изкуства Директор   | Учител на отвари от първата до петата година на Хари, ръководител на дом „Слидерин“ от първата до шестата година на Хари и учител по Защита срещу Черните изкуства в Нечистокръвния принц (шестата година на Хари в „Хогуортс“). Снейп е директор в Даровете на Смъртта, като е назначен от министъра на магията, Пий Тикнес (който е контролиран от Волдемор). Убит е от Волдемор в последните глави на книгата. |
| Силванус Кетълбърн      | Грижа за магическите същества                   | Учител по грижа за магическите същества, откакто Армандо Дипит (предшественик на Дъмбълдор) е директор. В крайна сметка той се оттегля, за да „прекара време с останалите си крайници“ и мястото му е заето от Хагрид в Затворникът от Азкабан. |
| Сибила Трелони          | Пророкуване                                     | Учител по пророкуване от 1980 г. (годината на раждане на Хари) до Орденът на феникса, когато е уволнена от Ъмбридж. Трелони се връща към работата си в Нечистокръвния принц и Даровете на Смъртта, споделяйки позицията с Фирензи. |
| Вилхелмина Гръбли-Планк | Грижа за магическите същества                   | Заместващ учител по грижа за магическите същества. Тя се появява за първи път в Огненият бокал, преподавайки, когато Хагрид не е в състояние, и замества отново в Орденът на феникса, когато Хагрид е на мисия за Ордена на феникса. Редица ученици предпочитат Гръбли-Планк, тъй като за разлика от Хагрид, тя е много щастлива да ги учи за същества, които нямат отровни зъби или смъртоносни нокти. Въпреки първоначалното недоверие на Хари към нейните способности в сравнение с Хагрид, тя е компетентен учител – разпознава причината за нараняванията на Хедуиг и я излекува с малко трудности. |

## Духове
Домовете на „Хогуортс“ се обитават най-малко от двадесет духове, но когато хората в романите говорят за тях, обикновено се позовават на един от четирите обитаващи домовете духове: сър Никълъс де Мимси-Порпингтън (или както учениците го наричат Почтибезглавия Ник), дух на дом „Грифиндор“, Кървавия барон, който обитава дом „Слидерин“, Дебелия монах, духът на дом „Хафълпаф“, и Сивата дама, която, докато е жива, е Хелена Рейвънклоу, духът на дом „Рейвънклоу“. Духовете са съветници и помощници на учениците, като Ник често помага на Хари в моменти на несигурност и криза.
Въпреки враждебността между домовете, духовете, които ги обитават, се разбират добре. Почтибезглавия Ник уважава Кървавия барон и твърди, че не може да си представи да започне битка с него. По време на Даровете на Смъртта Ник защитава Хелена и неохотно казва на Хари къде да я намери.

### Кървавият барон
Кървавият барон е духът бродник на дом „Слидерин“. Той, Дъмбълдор и близнаците Уизли са единствените, които упражняват някакъв контрол върху полтъргайста Пийвс.
Прякорът му идва от факта, че той е покрит с кръв, която изглежда сребриста върху призрачната му форма. Когато Почтибезглавият Ник е попитан в първата книга защо баронът е толкова кървав, Ник деликатно коментира, че „никога не е питал“. В Хари Потър и Даровете на Смъртта Хелена Рейвънклоу (Сивата дама) обяснява на Хари, че баронът е бил влюбен в нея приживе и когато е избягала с диадемата на майка си, Роуина Рейвънклоу е изпратила барона след нея, знаейки, че няма да се откаже, докато не я намери. Когато Хелена отказала да се върне с него, баронът я е убил в пристъп на ярост, а след това в момент на разкаяние се самоубил със същото оръжие. Кървавият барон се заселва в „Хогуортс“, като носи призрачни вериги като форма на покаяние.
Терънс Бейлър изиграва ролята на Кървавия барон в първия филм. За разлика от персонажа в книгата, във филма е весел, игриво плъзгайки се през Церемонията по раздпреление с меча си, за голямо забавление на хората в дома му.

### Дебелият монах
Дебелият монах е духът бродник на дом „Хафълпаф“. Той е весел и много прощаващ, често предлага да бъде даден още един шанс на Пийвс или да му бъде простено за всякакви щуротии.
Саймън Фишър-Бекер се изиграва ролята във филмовата адаптация на Философският камък.

### Сивата дама
Сивата дама е духът, обитаващ дом „Рейвънклоу“. Според писмо, написано от Роулинг до Нина Янг, актрисата, изпълнява ролята в първия филм, тя е „високо интелектуална млада дама... Не открила истинската любов, както и мъж, отговарящ на нейните стандарти“.
В Хари Потър и Даровете на Смъртта се разбира, че Сивата дама е Хелена Рейвънклоу, дъщеря на Роуина Рейвънклоу, която е единственият дух бродник, за когото се знае, че е свързан с един от основателите на „Хогуортс“. Тя информира Хари, че е откраднала Диадемата на Рейвънклоу от майка си, в опит да стане по-умна от нея, и след това се е скрила в Албания. Огромното желание на Роуина Рейвънклоу да види дъщеря си отново я кара да изпрати за Кървавия барон да я потърси, знаейки, че той няма да се успокои, докато не я върне обратно, отчасти защото е влюбен в нея. Тя обаче отказа да се върне с него и в момент на сляпа ярост той я убива с една прободна рана в гърдите. Обзет от угризения, Кървавият барон се самоубива със същото оръжие на свой ред и носи вериги като разкаяние, „както трябва“, казва Сивата дама. Диадемата, скрита в хралупата на едно дърво в албанска гора, е намерена от Том Риддъл. Риддъл, който търси исторически значими предмети, за да ги превърне в хоркрукси, по-късно взима диадемата от Албания и я скрива в Нужната стая в „Хогуортс“, докато посещава замъка години по-късно.
Във филма Философският камък ролята е изиграна от Нина Янг, а в Даровете на Смъртта – част 2 – от Кели Макдоналд.

### Почтибезглавият Ник
Сър Никълъс де Мимси-Порпингтън, често наричан Почтибезглавия Ник, е духът бродник на дом „Грифиндор“, който приживе е осъден на смърт чрез обезглавяване, но брадвата на палача се оказала затъпена и главата на Ник останала прикрепена за врата му. Хари се сприятелява с Ник, когато присъства на празника му за „деня на смъртта“ по повод 500-годишнината от събитието в подземието на „Хогуортс“. Датата на смъртта на Ник (31 октомври 1492 г.) се отличава с това, че е служи като основа за цялата хронология в „Хари Потър“, докато времевата линия не е потвърдена от надгробния камък на Джеймс и Лили в Хари Потър и Даровете на Смъртта. Най-голямото му желание е да стане член на обезглавените, както се споменава във втората книга. Той обаче е изключен поради факта, че всъщност не е без глава („той е почти без глава“) и никога не би могъл напълно да участва в дейностите на клуба.
В Стаята на тайните Ник е жертва на базилиска, който Джини Уизли отприщва под влиянието на Том Риддъл. Погледът на базилиска е смъртоносен за всеки, който го погледне право в очите. Всички негови живи жертви срещат погледа му непряко, или чрез отражение, или като го виждат през нещо друго, и биват само вкаменени, а не убити. Ник е единственият, който гледа директно към базилиска, но той също е вкаменен, тъй като е призрак и не може да умре отново. Ник също защитава ученика от Хафълпаф Джъстин Финч-Флечли от смърт, след като Джъстин вижда очите на базилиска през прозрачното тяло на Ник, като по този начин само го вкаменява.
Героят се появява отново в Хари Потър и Орденът на феникса, когато Хари търси утеха след смъртта на Сириус, надявайки се, че може да го види по-късно като призрак. Ник обяснява, че само вещици и магьосници, които се страхуват от смъртта и отказват да продължат, могат да станат призраци, попарвайки надеждата на Хари да общува със Сириус. Той се появява за кратко в Хари Потър и Даровете на Смъртта, когато Хари моли Ник да го заведе при Сивата дама.
Джон Клийз изиграва ролята в първите два филма от поредицата.
Персонажът се появява във видео играта Hogwarts Legacy от 2023 г.

## Основатели на Хогуортс
Хогуортс е основан преди хилядолетие (точната дата не е известна) от „четирима от най-великите магьосници на епохата“: Годрик Грифиндор, Хелга Хафълпаф, Роуина Рейвънклоу и Салазар Слидерин. Основателите са работили като първи учители в „Хогуортс“ и всеки от домовете е носи името на един от основателите.

### Годрик Грифиндор
Годрик Грифиндор е един от четиримата основатели на Училището за магия и вълшебство „Хогуортс“. Той е добър приятел със Салазар Слидерин, макар че имат противоречиви идеи, тъй като Салазар вярва, че никой мъгълороден не трябва да бъде приеман в „Хогуортс“. „Годрик Грифиндор е най-добрият дуелист на своето време и просветен борец срещу дискриминацията на мъгълите“.
Известните му реликви са меч, направен от гоблини, украсен с рубини, известен като Меча на Грифиндор; и Разпределителната шапка. Двата елемента споделят особена връзка: винаги, когато ученик на Грифиндор е в нужда, мечът се появява в Разпределителната шапка. През втората си година Хари Потър изважда меча от шапката, когато се нуждае от оръжие в Стаята на тайните. Твърди се, че Грифиндор е възхвалявал смелостта, решителността и силата на сърцето над всички други качества. Той също е най-склонен да допуска мъгълородени в училището.

### Хелга Хафълпаф
Хелга Хафълпаф произхожда от широка долина. Разпределителната шапка я описва като „добра“ и „мила“. Тя предпочита лоялността, честността и отдадеността. В Огненият бокал се казва, че тя е смятала, че „трудолюбивите почти винаги са най-достойните за допускане“. На други места е описана като вземаща „всички останали“ ученици след подбор от колегите си. Тя е добра приятелка на Роуина Рейвънклоу; тяхното приятелство се използва, за да се подчертае неуспешното приятелство между Годрик Грифиндор и Салазар Слидерин.
„Един от четиримата прочути основатели на „Хогуортс“, Хафълпаф е особено известна със своята сръчност в магиите, свързани с храната. Много рецепти, традиционно сервирани на празници в „Хогуортс“, са на Хафълпаф“. Нейната магьосническа картичка, написана от Роулинг, я описва като „свързаща хора от различни сфери на живота заедно, за да помогнат за изграждането на “Хогуортс“ и че е „обичана заради нейните очарователни маниери“. Според интервю между Роулинг и персонала на The Leaky Cauldron, Хафълпаф въвежда домашните духчета в „Хогуортс“, където тя им предлага убежище. И картата на магьосника, и илюстрацията на уебсайта на Роулинг я изобразяват като пълна жена с червена коса.
Една реликва от Хафълпаф, малка златна чаша, украсена с нейния символ на язовец, е наследена от нейния далечен потомък Хепзиба Смит. Тази чаша е открадната от Том Риддъл и превърната в хоркрукс. Купата на Хафълпаф е унищожена от Хърмаяни, която я намушка със зъб на базилиск в Даровете на Смъртта.

### Роуина Рейвънклоу
Роуина Рейвънклоу е вещица, известна със своята интелигентност и креативност, и е описана от Ксенофилиус Лавгуд като красива. Разпределителната шапка я представя като „Честната Рейвънклоу, от Глен“, което предполага, че е от Шотландия. Рейвънклоу измисли постоянно променящите се етажни планове и подвижните стълбища в замъка „Хогуортс“ и измисля поговорката „Остроумието извън мярката е най-голямото съкровище на човека“. Рейвънклоу е описана от Разпределителната шапка, че подбира ученици според интелекта и мъдростта. „Роуина Рейвънклоу е най-блестящата вещица на своето време“. Разкрива се в Даровете на Смъртта, че разбитото сърце, допринесло за преждевременната ѝ смърт, най-вероятно е загубата на дъщеря ѝ, Хелена Рейвънклоу, която всъщност е духът на дом „Рейвънклоу“ (с прякор Сивата дама), и изгубената диадема.
Изгубената диадема дарява повече мъдрост на своя притежател. В Даровете на Смъртта Хари научава, че е превърната в хоркрукс. Диадемата на Рейвънклоу е унищожена към края на книгата в резултат на излагане на огън, призован от Винсент Краб, който е убит, докато се опитва да овладее огъня.

### Салазар Слидерин
Салазар Слидерин е описан като жаден за власт от Разпределителната шапка и той е известен като „проницателния Слидерин от блатото“. Салазар Слидерин е един от първите записани змиеусти, завършен легилиманс и прословут привърженик на чистокръвното превъзходство. Слидерин е единственият основател, чийто външен вид е описан в подробности; неговата статуя в Стаята на тайните изобразява мъж „древен и подобен на маймуна, с дълга тънка брада, която падаше почти до дъното на широките му дрехи“. Според Албус Дъмбълдор, качествата, които Слидерин е ценил в подбраните от него ученици, включват рядката способност да говорят змийски език, находчивост и решителност. Той също подбира учениците си според хитростта, амбицията и чистотата на кръвта. Собственото име на Слидерин е препратка към фамилията на португалския диктатор от средата на 20-ти век, престоят на Роулинг в Португалия през 1990 – 1993 г. вдъхновява избора на име.
Историята на Слидерин се обсъжда за първи път от професор Бинс в Стаята на тайните (от професор Макгонагъл във филмовата версия и професор Флитуик в компютърната игра). Той описва основаването на училището и разкола, който се развива между Слидерин и другите основатели, и споменава, че замъкът е основан далеч от мъгълите, защото по това време обикновените хора се страхували от магия и преследвали заподозрени магьосници и вещици. Слидерин иска магьосническото обучение да бъде ограничено до изцяло магьоснечески семейства, тъй като смята, че учениците, родени от мъгъли, са ненадеждни и не обича да преподава на такива ученици. Според легендата Слидерин е отговорен за изграждането на Стаята на тайните, стая, в която живее базилиск, гигантска змия, която може да убива, като гледа хората директно в очите, податлива на контрол от Наследника на Слидерин и оставена там, за да прочисти училището от всички ученици, родени от мъгъли. Друга хипотеза предполага, че базилискът е бил предназначен да отблъсне нахлуваща мъгълска сила. Това се случва малко преди вътрешните борби между четиримата основатели, които довеждат до напускането на Слидерин.
Медальонът на Салазар Слидерин, предаден на семейството му, е превърнат в хоркрукс от неговия потомък Волдемор и унищожен от Рон Уизли с помощта на меча на Грифиндор в Даровете на Смъртта.
През юни 2016 г. Дж. К. Роулинг разкрива в Pottermore, че пръчката на Слидерин съдържа фрагмент от рог на базилиск и е научена от своя създател да „спи“, когато бъде инструктирана, което означава, че може да постави други, които притежават пръчката, в сън. Тази тайна се предава през вековете на всеки член на семейството на Слидерин, който я притежава. До 1600 г. е принадлежала на ирландската вещица Гормлайт Гонт, въпреки че около 1620 г. е била открадната от нейната тогава 17-годишна племенница Изолт Сейр, която избягала в Масачузетс. Там тя основава училището за магьосничество Илвърморни. Тя заравя магическата пръчка извън училищната територия и в рамките на една година от мястото израства неизвестен вид змийско дърво. То устоява на всички опити за подрязване или унищожаване, но след няколко години е установено, че листата съдържат мощни лечебни свойства.